# Manota saepium
Manota saepium är en tvåvingeart som beskrevs av Loïc Matile 1972. Manota saepium ingår i släktet Manota och familjen svampmyggor. Inga underarter finns listade i Catalogue of Life.